# Peter Adolf Hall
Peter Adolf Hall, även kallad P A Hall i Sverige, Pierre alternativt Peter Adolphe Hall i Frankrike, född 23 februari 1739 g.s. i Borås, död 15 maj 1793 i Liège, var en svensk-fransk konstnär som främst ägnade sig åt miniatyrmåleri.

## Biografi
Peter Adolf Hall var son till handels- och rådmannen i Borås, tillika riksdagsledamoten, Petter Börjesson Hall (1707-1776) och Eva Margareta, född Wargentin i Uppsala 1714; hon var en något äldre kusin till Pehr Wargentin. Modern avled redan 1750, blott 36 år gammal, då äldste sonen Peter Adolf var 11 år. Han hade två yngre syskon, Birger Martin Hall (1741-1815) och Eva Helena Hall, gift Engelcrantz (1744-1784). Han var från 1771 gift med Marie-Adelaïde Gobin (1752–1831), dotter till en köpman i Versailles, samt far till bland andra bildkonstnären Adélaïde Victorine Hall.
Tillsammans med sin yngre bror studerade han medicin och 'naturalhistoria' åren 1753-55 vid Uppsala universitets medicinska fakultet där Carl Linnæus, sedermera von Linné, undervisade. De följande åren, 1755-59, befann sig bröderna på en tidstypisk bildningsresa i Europa under ledning av en magister Lars Brisman. I Berlin och Hamburg fick Peter Adolf stifta bekantskap med såväl musik som teckning och fattade tycke för bägge konstarterna. Vid denna tid var ett noggrant avbildande av föremål en viktig beståndsdel av undervisningen i en vetenskap som biologi och dess skiftande förgreningar som exempelvis botanik. Till skillnad från sin yngre bror Birger Martin, skulle Peter Adolf Hall dock fördjupa sig alltmer i måleri och så småningom rikta in sig på emalj- och miniatyrmåleri i stället för att bli läkare.
I maj 1766 började Hall verka som konstnär i Paris. Tre år senare, vid 30 års ålder, blev han invald i Franska konstakademien. Han porträtterade le dauphin, dvs den blivande Ludvig XVI, liksom dennes båda bröder, vilka också skulle bestiga tronen så småningom, efter revolutionstiden och napoleontiden, nämligen Ludvig XVIII och Karl X. Pierre Adolphe Hall utnämndes till hovmålare eller Peintre du Roi et des Enfants de France. Han gifte sig den 23 april 1771 med köpmansdottern Marie Adelaïde Gobin i den nybyggda församlingskyrkan Saint-Louis i Versailles. De skulle med tiden få tre döttrar och en son. Han uppmuntrade sin äldsta dotter Adèles talang för bildkonst och spelade gärna flöjt med sin andra dotter, den musikaliska Angélique Lucie Hall (1774-1819) som spelade piano. Hans tredje dotter hette Adolphine Mélanie Isabelle Hall (1777-1852) och det fjärde barnet var sonen Adolphe Gabriel Hippolyte Hall (1780-1833). Peter Adolf Hall var en varm anhängare av Jean-Jacques Rousseaus idévärld.
Enligt en kassabok förd av Mme Hall åren 1782-87 målade maken i snitt 70 porträtt om året. Årsinkomsten var runt 25 000 livres.

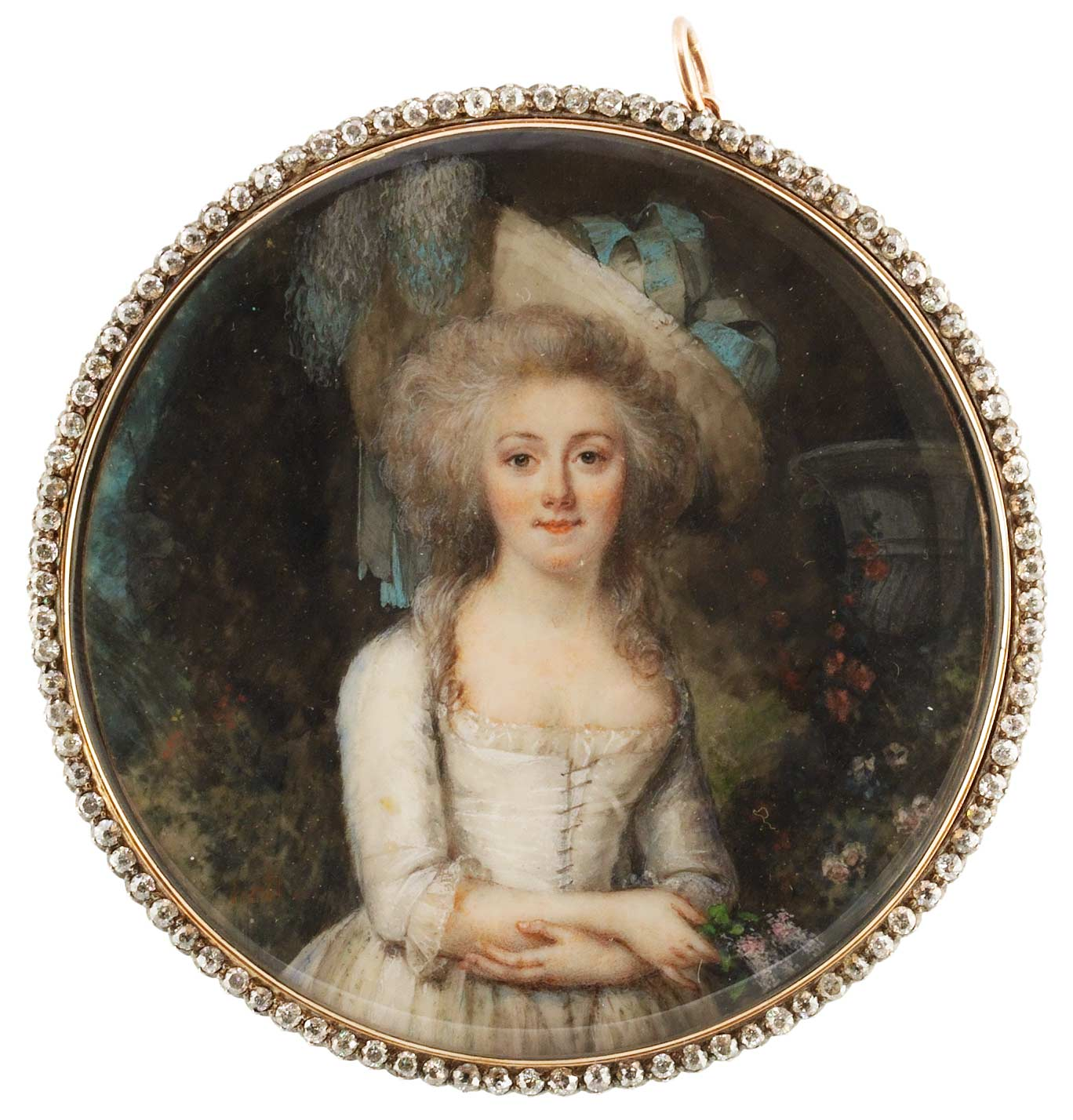
Kvinna i vit klänning av Peter Adolf Hall. Diameter 7,5 cm

Bland dem som gästade hemmet på Rue du Petit-Reposoir i Paris fanns inte bara konstvärldens koryféer utan också markisen av Lafayette. Vid Bastiljens stormning deltog även Peter Adolf Hall i egenskap av revolutionär officer. Men redan 1791 gick han i landsflykt och återsåg aldrig sin familj i Paris. Hustruns ärvda förmögenhet konfiskerades av nationen och en svärson slets i stycken av en folkhop sex veckor efter sitt bröllop. P.A. Hall försörjde sin familj från utlandet men avled i Belgien efter ett par år.

## Offentliga samlingar
- Nationalmuseum[2] i Stockholm har förmodligen den största samlingen av Peter Adolf Halls verk.
- Louvren har också många porträtt i sin ägo [3]; porträttet av Ludvig XVI är dock det enda utställda, en miniatyr monterad på locket av en tobaksdosa i guld av juvelerarmästaren Paul–Nicolas Menière, från 1777.
- Borås konstmuseum har ett permanent rum, det så kallade Hallrummet, särskilt ägnat Peter Adolf Hall med ett 20-tal verk. Något av den hematmosfär som rådde hos konstnären i Paris återskapas också.
- Bland ett tiotal porträtt på Wallace Collection i London finns Målarens dotter (The Painter's Daughter) från 1785.
- Även Konstmuseet Sinebrychoff i Helsingfors förfogar över en miniatyrsamling som innehåller verk av P A Hall.
- The Metropolitan Museum of Art har fyra miniatyrer på elfenben.

## Skrifter
- Peter Adolf Hall: Den Stora Svenska Konstnären och Kongl Franska Målaren Herr Peter Adolf Halls Lefverne, af honom sielf egenhändigt författat Paris år 1783 – Avskrift av en självbiografi (motsvarar 5 A4–sidor). Uppsala universitetsbibliotek, Handskriftsavdelningen, S–L Gahm–Perssons samlingar (dossier X 219)
- Karl Asplund (red.): P.A. Hall. Sa correspondance de famille (Nationalmuseum, 1955)

### Fotnoter
1. ↑  Uppgiften om kassabok hämtad ur Herman Lindqvists Revolution! Om Frankrikes blodiga år (1989). Lindqvist påpekar också att Halls årsinkomst hade kunnat försörja 125 vävarfamiljer.
2. ↑  Nationalmuseum
3. ↑  ”Arkiverade kopian”. Arkiverad från originalet den 22 januari 2010. https://web.archive.org/web/20100122235517/http://arts-graphiques.louvre.fr/fo/visite?srv=mtr. Läst 4 augusti 2010. Louvrens samlingar